# Habrocestoides wulingensis
Habrocestoides wulingensis är en spindelart som beskrevs av Peng X., Xie L. 1995. Habrocestoides wulingensis ingår i släktet Habrocestoides och familjen hoppspindlar. Inga underarter finns listade i Catalogue of Life.